# Tiêm dưới da
Tiêm dưới da là dùng bơm kim tiêm đưa một lượng dung dịch thuốc vào tổ chức mô liên kết dưới da. Tiêm dưới da có hiệu quả cao trong việc tiêm văcxin và thuốc như insulin, morphine, diacetylmorphine và goserelin.
Bơm tiêm: thường dùng loại 2ml, 5ml. Kim tiêm: dài 25 - 30mm, đầu vát dài hơn tiêm trong da.